# Blackburn Rovers F.C.
Blackburn Rovers Football Club – angielski klub piłkarski z siedzibą w Blackburn, jeden z założycieli (w 1888 r.) angielskiej ligi. Trzykrotny mistrz Anglii, jeden z siedmiu klubów (obok Arsenalu, Manchester United, Manchester City, Chelsea, Leicester City i Liverpoolu), który zdobył tytuł mistrzowski (w 1995) od czasu powstania Premier League. W 1992 roku klub uzyskał awans do nowo utworzonej ligi Premier League, rok po tym, jak został przejęty przez lokalnego przedsiębiorcę Jacka Walkera, który na stanowisko menedżera mianował Kenny’ego Dalglisha. W sezonie 1998/99 klub spadł z najwyższej klasy rozgrywkowej, jednak ponownie awansował dwa lata później, w sezonie 2000/2001. Klub czterokrotnie zakwalifikował się do Pucharu UEFA; raz jako zdobywca Pucharu Ligi, dwa razy jako szósty zespół w Premier League i raz poprzez rozgrywki Pucharu Intertoto.
W sezonie 2011/12 zespół zajął 19. miejsce w rozgrywkach Premiership i spadł do Championship.
Blackburn Rovers występuje na stadionie Ewood Park.

## Historia
Klub został założony po spotkaniu w hotelu Leger w miejscowości Blackburn 5 listopada 1875 roku. Spotkanie zostało zorganizowane przez dwóch młodych mężczyzn, a mianowicie przez Johna Lewisa i Arthura Constantine’a. Celem zebrania było przedyskutowanie możliwości utworzenia klubu piłkarskiego do gry zgodnie z zasadami stowarzyszenia. Pierwszy mecz Blackburn Rovers odbył się w Church 18 grudnia 1875 roku, w którym padł remis 1:1.

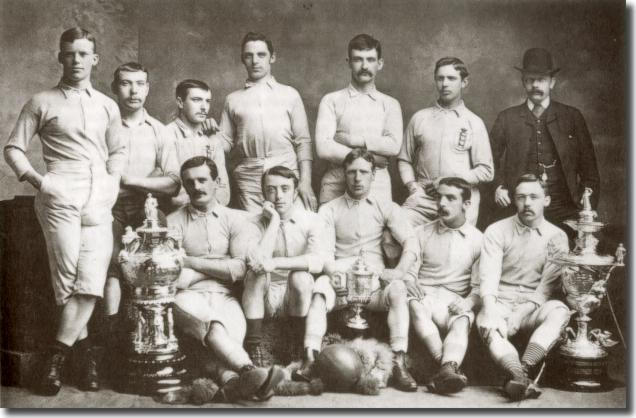
Drużyna Blackburn w 1894 roku, podczas triumfu w FA Cup.

28 września 1878 roku Blackburn Rovers stał się jednym z 23 klubów tworzących Lancashire Football Association. 1 listopada 1879 roku klub po raz pierwszy zagrał w rozgrywkach o Puchar Anglii, pokonując Tyne A.F.C. 5:1. Zostali ostatecznie wyeliminowani w trzeciej rundzie po porażce 0:6 z Nottingham Forest.
25 marca 1882 roku klub ponownie zagrał w finale Pucharu Anglii, jednak nie sprostał Old Etonians i przegrał 0:1.
Po raz pierwszy w tych rozgrywkach Rovers triumfowali 29 marca 1884 roku, wygrywając 2:1 ze szkocką drużyną Queen’s Park. Te same zespoły ponownie rozegrały finał Pucharu Anglii w kolejnym sezonie, a Blackburn Rovers ponownie odniósł zwycięstwo, tym razem 2:0. Rovers powtórzyli ten sukces jeszcze raz w następnym sezonie, wygrywając 2:0 z West Bromwich Albion. Trzy zwycięstwa z rzędu w Pucharze Anglii, spowodowały, że klubowi przyznano specjalną srebrną tarczę.
Blackburn Rovers był jednym z założycieli Football League w 1888 roku. Drużyna ponownie dotarła do finału Pucharu Anglii 29 marca 1890 roku. Klub zdobył puchar po raz czwarty, pokonując The Wednesday 6:1, a napastnik William Townley strzelił trzy gole i stał się pierwszym zawodnikiem, który zdobył hat tricka w finale tych rozgrywek.
Blackburn Rovers borykało się z problemami w pierwszych latach XX wieku, ale wyniki zespołu zaczęły się stopniowo poprawiać. Na Ewood Park przeprowadzono gruntowne remonty. W ciągu pierwszych trzech dziesięcioleci XX wieku Blackburn Rovers wciąż uważano za najlepszą drużynę w lidze angielskiej. Zostali mistrzami Anglii w sezonach 1911/1912 i 1913/1914 oraz zdobyli Puchar Anglii w sezonie 1927/1928, po pokonaniu Huddersfield Town 3:1. W 1936 Blackburn spadł do Division Two, jednak po trzech latach powrócił do ekstraklasy.
Po II wojnie światowej wznowiono rozgrywki w Anglii, a Blackburn spadł w roku 1948. Klub pozostał w drugiej lidze przez następne dziesięć lat. Po awansie w 1958 roku sezon skończyli w okolicach środka tabeli. W tych latach Rovers nie odnosiło już takich sukcesów, jednak w 1960 roku dotarli do finału Pucharu Anglii, gdzie przegrali 0:3 z Wolverhampton Wanderers.
Fani drużyny mieli nadzieję na ponowny powrót do czołówki, kiedy podczas sezonu 1963/1964 po zwycięstwie nad West Hamem 8:2 w Boxing Day, znaleźli się na pozycji lidera tabeli. Przewaga punktowa okazała się krótkotrwała, a tytuł został zdobyty przez Liverpool. Blackburn ponownie został zdegradowany z Division One w 1966 roku, co zapoczątkowało 26-letni okres gry w niższych ligach.
W latach 70. Blackburn Rovers rozgrywał mecze pomiędzy Division Two a Division Three. Po przejęciu klubu przez Jacka Walkera, Rovers skończył rozgrywki na 19. miejscu w drugiej lidze pod koniec sezonu 1990/1991, a nowy właściciel zatrudnił Kenny’ego Dalglisha na stanowisko menedżera w październiku 1991 roku. Klub zapewnił sobie awans do nowo utworzonej FA Premier League pod koniec sezonu 1991/1992, jako zwycięzcy play-offów, kończąc 26-letni okres grania poza ścisłą czołówką.
W 1992 roku Blackburn ustanowił rekord transferowy w wysokości 3,5 miliona funtów za 22-letniego napastnika Southampton Alana Shearera. Po zajęciu czwartego miejsca w sezonie 1992/1993 i zdobycia wicemistrzostwa Anglii w sezonie 1993/1994, w 1995 roku Rovers zdobyli mistrzostwo Anglii.
Blackburn Rovers słabo rozpoczęło kolejne rozgrywki i przez większą część pierwszej połowy sezonu znajdowało się w dolnej części tabeli. Rovers walczyli w Lidze Mistrzów, gdzie zmagania grupowe zakończyli z dorobkiem zaledwie czterech punktów. Po zmianach personalnych i na stanowisku trenera słaby początek kampanii Premier League w sezonie 1996/1997, przyczynił się do dziesięciu porażek w pierwszych kolejkach sezonu. Klub pod wodzą Tonye’go Parkesa utrzymał się w lidze. Tego lata pracę menedżera objął Roy Hodgson. Tak jak w ostatnim czasie klub znowu nie najlepiej rozpoczął kampanię ligową, a Hodgson został zwolniony w grudniu po przegranej 0:2 z Southampton, kiedy Blackburn znalazło się w strefie spadkowej. Został zastąpiony przez Briana Kidda, który nie pomógł w uniknięciu spadku.
W październiku 1999 Kidd został zwolniony, a w marcu zastąpił go Graeme Souness. Blackburn powrócił do Premier League po udanym sezonie 2000/2001, zajmując drugie miejsce za Fulham.
W sezonie 2001/2002 do drużyny dołączył Andy Cole, który stał się najdroższym piłkarzem w historii drużny. Rovers zdobył pierwszy w historii Puchar Ligi, pokonując w finale Tottenham Hotspur 2:1. W następnym sezonie zajęli szóste miejsce premiowane udziałem w rozgrywkach o Pucharu UEFA. Souness odszedł z klubu przed rozpoczęciem nowego sezonu, a jego miejsce zajął walijski trener Mark Hughes. Blackburn pod jego wodzą dotarło do półfinału Pucharu Anglii, przegrywając z Arsenalem, a w Premier League zajęli 15. miejsce. Poprowadził drużynę do szóstego miejsca w następnym sezonie i trzeciego awansu do europejskich pucharów w ciągu pięciu lat.

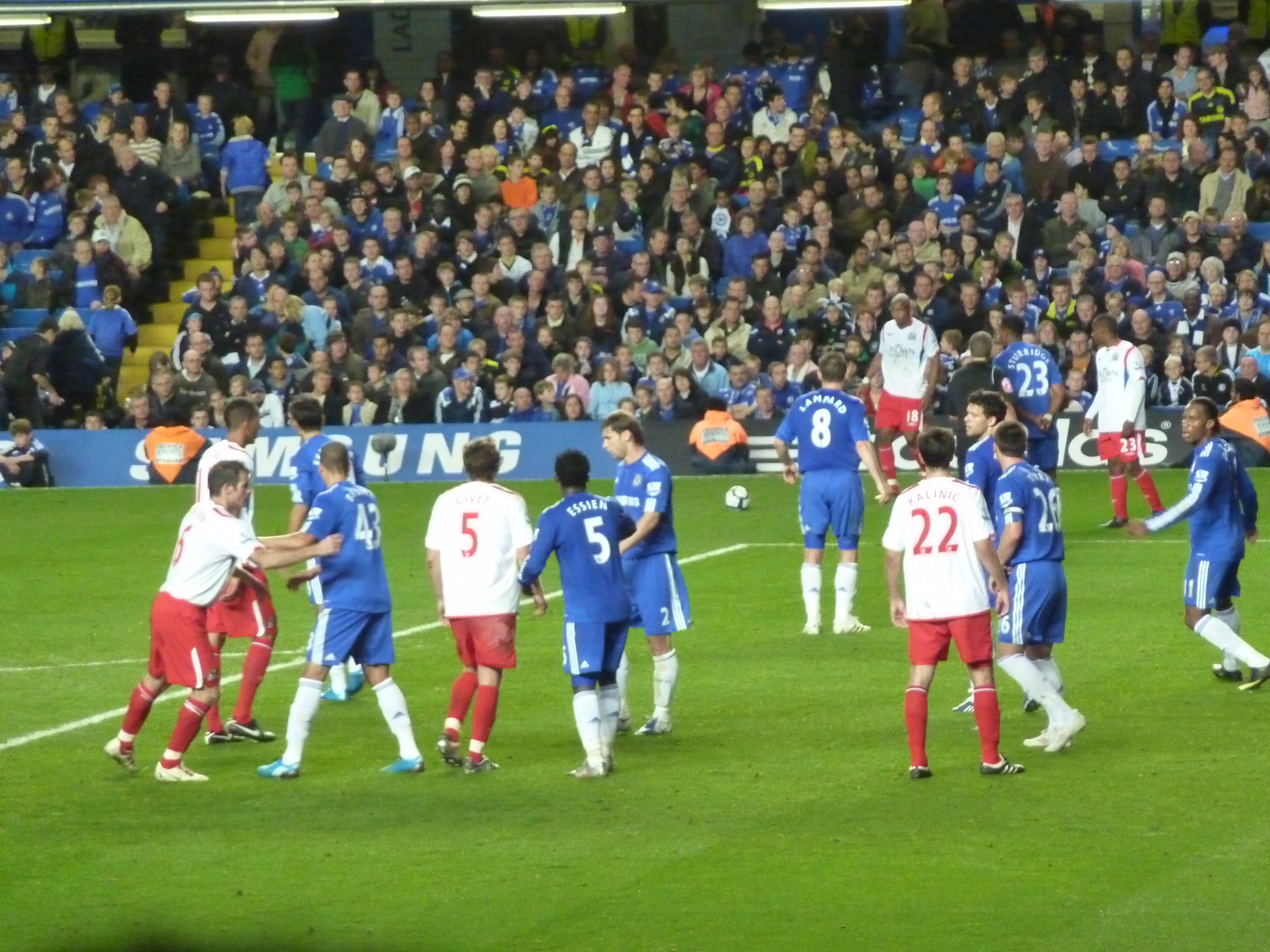
Mecz pomiędzy Blackburn, a Chelsea w grudniu 2009 roku.

Rovers dotarł do półfinału Pucharu Anglii 2006/2007, ale przegrali z Chelsea w dogrywce i zakończyli ligę na dziesiątym miejscu, kwalifikując się do Pucharu Intertoto. W maju 2008 roku Mark Hughes odszedł z Blackburn do Manchesteru City. Został zastąpiony przez Paula Ince’a, który po słabym początku został zwolniony w grudniu. Sam Allardyce został wyznaczony jako jego następca, a w latach 2009/2010 poprowadził drużynę do dziesiątego miejsca w lidze i półfinału Pucharu Ligi Angielskiej.

### Ostatnie lata
W listopadzie 2010 roku klub został przejęty przez indyjską firma V H Group, pod nazwą Venky’s London Limited za 23 miliony funtów. Nowi właściciele natychmiast zwolnili Sama Allardyce’a i zastąpili go Steve’em Keanem, który prowadził drużynę do stycznia 2011 roku. Otrzymał on pełnoetatowy kontrakt do czerwca 2013 roku.
W grudniu 2011 roku Blackburn Rovers zanotował roczną stratę podatkową w wysokości 18,6 miliona funtów. Mimo to właściciele zapewnili ciągłość finansowania klubu, nawet jeśli spadli by z Premier League. W maju 2012 roku klub został zdegradowany do Championship po porażce z Wigan Athletic, kończąc jedenastoletni pobyt w najwyższej klasie rozgrywkowej.
Na początku sezonu 2012/2013 Steve Kean, menedżer odpowiedzialny za poprzedni spadek, otrzymał od właścicieli szansę na awans i utrzymanie swojej pozycji. 29 września zrezygnował z pełnienia tej funkcji.
7 maja 2017 roku, pięć lat po opuszczeniu Premier League, klub spadł z Championship do League One. 24 kwietnia 2018 r. awansowali z powrotem do drugiego poziomu dzięki wygranej 1:0 w Doncaster Rovers.
4 maja 2024 roku, w ostatnim meczu sezonu Championship, Blackburn wygrało na King Power Stadium przeciwko Leicester City 0-2, kończąc sezon na 19. miejscu, 3 punkty nad strefą spadkową. Oba gole w meczu strzelił Sammie Szmodics, kończąc sezon z 33 bramkami, zapewniając sobie tytuł króla strzelców EFL Championship sezonu 23/24.

## Osiągnięcia
- Mistrzostwo Anglii: 1912, 1914, 1995
- Puchar Anglii: 1884, 1885, 1886, 1890, 1891, 1928
- Puchar Ligi Angielskiej: 2002
- Puchar Intertoto: 2007
- Tarcza Wspólnoty: 1912

## Obecny skład
Stan na 10 grudnia 2024
| Nr | Poz. | Piłkarz             |
| -- | ---- | ------------------- |
| 1  | BR   | Aynsley Pears       |
| 2  | OB   | Callum Brittain     |
| 3  | OB   | Harry Pickering     |
| 4  | OB   | Yuri Ribeiro        |
| 5  | OB   | Dominic Hyam        |
| 6  | PO   | Sondre Tronstad     |
| 7  | NA   | Arnór Sigurðsson    |
| 8  | PO   | Todd Cantwell       |
| 9  | NA   | Makhtar Gueye       |
| 10 | NA   | Tyrhys Dolan        |
| 11 | PO   | Joe Rankin-Costello |
| 12 | BR   | Balázs Tóth         |
| 14 | NA   | Andreas Weimann     |
| 15 | OB   | Danny Batth         |

| Nr | Poz. | Piłkarz                                           |
| -- | ---- | ------------------------------------------------- |
| 16 | OB   | Scott Wharton                                     |
| 17 | OB   | Hayden Carter                                     |
| 19 | NA   | Ryan Hedges                                       |
| 20 | NA   | Harry Leonard                                     |
| 21 | PO   | John Buckley                                      |
| 23 | NA   | Yuki Ohashi                                       |
| 24 | OB   | Owen Beck (wypożyczony z Liverpool)               |
| 27 | PO   | Lewis Travis (kapitan)                            |
| 28 | PO   | Adam Forshaw                                      |
| 31 | OB   | Dion Sanderson (wypożyczony z Birmingham City)    |
| 33 | PO   | Amario Cozier-Duberry (wypożyczony z Brighton)    |
| 42 | NA   | Emmanuel Dennis (wypożyczony z Nottingham Forest) |
| 45 | NA   | Cauley Woodrow (wypożyczony z Luton Town)         |
| 47 | NA   | Augustus Kargbo                                   |

### Piłkarze na wypożyczeniu
| Nr | Poz. | Piłkarz                                            |
| -- | ---- | -------------------------------------------------- |
| 18 | NA   | Dilan Markanday (wypożyczony do Leyton Orient)     |
| 25 | OB   | Jake Batty (wypożyczony do Accrington Stanley)     |
| 26 | OB   | Connor O'Riordan (wypożyczony do Cambridge United) |
| 29 | NA   | Jack Vale (wypożyczony do Motherwell)              |
| 30 | PO   | Jake Garrett (wypożyczony do Tranmere Rovers)      |
| 35 | BR   | Jordan Eastham (wypożyczony do Ashton United)      |
| 39 | OB   | Leo Duru (wypożyczony do Barrow)                   |
| 44 | NA   | Exaucé Mafoumbi (wypożyczony do Lierse)            |

## Europejskie puchary
Legenda do wszystkich tabel:
- Q – runda eliminacyjna, 1/16, 1/8, 1/4, 1/2 – odpowiednia faza rozgrywek, Grupa – runda grupowa, 1r gr – pierwsza runda grupowa, 2r gr – druga runda grupowa, F – finał, R – runda, PO – play-off
- k. – rzuty karne, los. – losowanie, Dogr. – dogrywka, w. – zasada bramek strzelonych na wyjeździe

| Sezon   | Rozgrywki        | Runda   | Przeciwnik           | Dom | Wyjazd | Ogólnie    |
| ------- | ---------------- | ------- | -------------------- | --- | ------ | ---------- |
| 1994/95 | Puchar UEFA      | 1R      | Trelleborgs FF       | 0–1 | 2–2    | 2–3        |
| 1995/96 | Liga Mistrzów    | Grupa B | Spartak Moskwa       | 0–1 | 0–3    | 4. miejsce |
| 1995/96 | Liga Mistrzów    | Grupa B | Rosenborg BK         | 4–1 | 1–2    | 4. miejsce |
| 1995/96 | Liga Mistrzów    | Grupa B | Legia Warszawa       | 0–0 | 0–1    | 4. miejsce |
| 1998/99 | Puchar UEFA      | 1R      | Olympique Lyon       | 0–1 | 2–2    | 2–3        |
| 2002/03 | Puchar UEFA      | 1R      | CSKA Sofia           | 1–1 | 3–3    | 4–4, w.    |
| 2002/03 | Puchar UEFA      | 2R      | Celtic F.C.          | 0–2 | 0–1    | 0–3        |
| 2003/04 | Puchar UEFA      | 1R      | Gençlerbirliği SK    | 1–1 | 1–3    | 2–4        |
| 2006/07 | Puchar UEFA      | 1R      | Red Bull Salzburg    | 2–0 | 2–2    | 4–2        |
| 2006/07 | Puchar UEFA      | Grupa E | Wisła Kraków         |     | 2–1    | 1. miejsce |
| 2006/07 | Puchar UEFA      | Grupa E | FC Basel             | 3–0 |        | 1. miejsce |
| 2006/07 | Puchar UEFA      | Grupa E | Feyenoord            |     | 0–0    | 1. miejsce |
| 2006/07 | Puchar UEFA      | Grupa E | AS Nancy             | 1–0 |        | 1. miejsce |
| 2006/07 | Puchar UEFA      | 1/16    | Bayer 04 Leverkusen  | 2–3 | 0–0    | 2–3        |
| 2007    | Puchar Intertoto | 3R      | FK Vėtra             | 4–0 | 2–0    | 6–0        |
| 2007/08 | Puchar UEFA      | 2Q      | Myllykosken Pallo-47 | 2–0 | 1–0    | 3–0        |
| 2007/08 | Puchar UEFA      | 1R      | AE Larisa            | 2–1 | 0–2    | 2–3        |

## Gracz roku w klubie
| Rok     | Zwycięzca         |
| ------- | ----------------- |
| 1980–81 | Mick Speight      |
| 1981–82 | Mick Rathbone     |
| 1982–83 | Derek Fazackerley |
| 1983–84 | Simon Garner      |
| 1984–85 | Terry Gennoe      |
| 1985–86 | Simon Barker      |
| 1986–87 | David Mail        |
| 1987–88 | Colin Hendry      |
| 1988–89 | Howard Gayle      |
| 1989–90 | Scott Sellars     |

| Rok       | Zwcyięzca     |
| --------- | ------------- |
| 1990–91   | Kevin Moran   |
| 1991–92   | David Speedie |
| 1992–93   | ???           |
| 1993–94   | David Batty   |
| 1994–95   | Alan Shearer  |
| 1995–96   | Alan Shearer  |
| 1996–97   | Colin Hendry  |
| 1997–98   | Chris Sutton  |
| 1998–99   | John Filan    |
| 1999–2000 | Lee Carsley   |

| Rok     | Zwycięzca        |
| ------- | ---------------- |
| 2000–01 | Matt Jansen      |
| 2001–02 | Damien Duff      |
| 2002–03 | Brad Friedel     |
| 2003–04 | Andy Todd        |
| 2004–05 | Andy Todd        |
| 2005–06 | Craig Bellamy    |
| 2006–07 | David Bentley    |
| 2007–08 | Roque Santa Cruz |
| 2008–09 | Stephen Warnock  |
| 2009–10 | Steven N’Zonzi   |

| Year    | Winner           |
| ------- | ---------------- |
| 2010–11 | Paul Robinson    |
| 2011–12 | Yakubu Aiyegbeni |
| 2012–13 | Jordan Rhodes    |
| 2013–14 | Tom Cairney      |
| 2014–15 | Marcus Olsson    |
| 2015–16 | Grant Hanley     |
| 2016–17 | Derrick Williams |